# Chiesa di Sant'Ercolano (Tremosine sul Garda)
La chiesa di Sant'Ercolano è la parrocchiale di Campione del Garda, frazione del comune sparso di Tremosine sul Garda, in provincia e diocesi di Brescia; fa parte della zona pastorale dell'Alto Garda.

## Storia
La prima citazione di una cappella a Campione risale al 1185; questo oratorio era dedicato a san Lorenzo.
La chiesetta di Sant'Ercolano (dedicata al santo vescovo bresciano che, secondo la tradizione, morì e venne sepolto a Campione) sorse presumibilmente nel 1283, anche se è attestata a partire solo dal XV-XVI secolo.
Questo luogo di culto venne riedificato nel XVIII secolo, per poi essere demolito alla fine dell'Ottocento per far posto alle nuove filande; nello stesso periodo fu realizzata la nuova chiesa, portata a compimento nel 1901 e benedetta il 9 giugno 1901 da monsignor Pietro Feltrinelli.
Nel 1903 si provvide ad erigere il campanile e nel 1925 fu costruita la cappella di Santa Maria Ausiliatrice; tra gli anni venti e trenta vennero eseguite le decorazioni ad opera di Alessandro Zanatello.
L'organo fu realizzato nel 1940 e nel 1954 venne installato nel presbiterio l'altare maggiore; nel 2001 la chiesa fu adeguata alle norme postconciliari e poi restaurata tra il 2013 e il 2014.

## Descrizione

### Esterno
La facciata a capanna della chiesa, rivolta a sudest e coronata dal timpano triangolare, presenta centralmente il portale d'ingresso, sormontato da un frontoncino, e il rosone ed è abbellita da lesene e da un ampio arco a tutto sesto.
Annesso alla parrocchiale è il campanile a base quadrata, la cui cella presenta su ogni lato una monofora a tutto sesto protetta da balaustra ed è coperta dal tetto a quattro falde.

### Interno

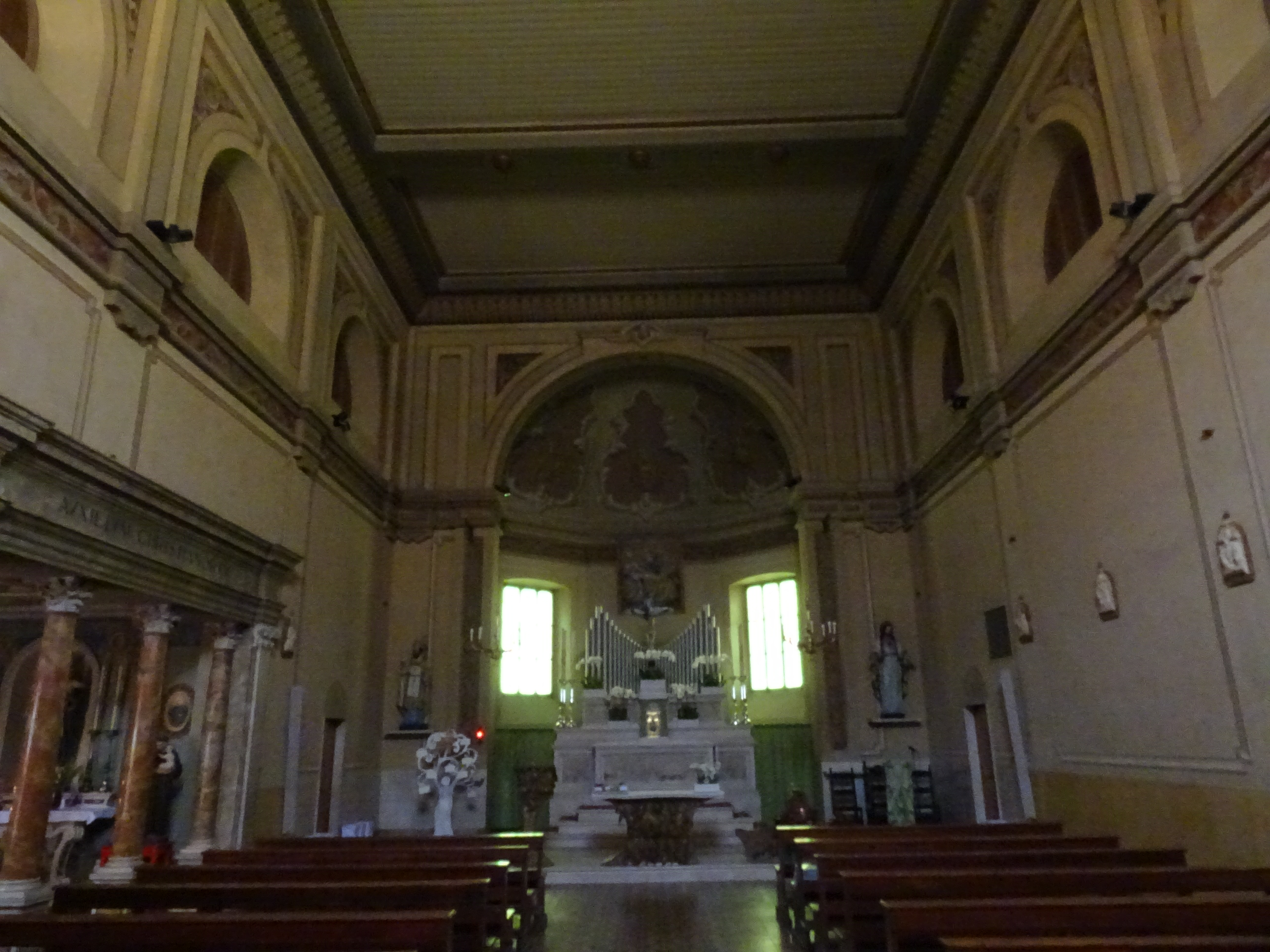
L'interno

L'interno dell'edificio, coperto dal soffitto piano, si compone di un'unica navata, sulla quale si affaccia una cappella laterale e le cui pareti sono suddivise da una cornice marcapiano in due registri, di cui quello superiore caratterizzato da finestre semicircolare; al termine dell'aula si sviluppa il presbiterio, rialzato di un gradino e chiuso dall'abside poligonale a tre lati.